# Chiesa di Sant'Ignazio (Gorizia)
La chiesa di Sant'Ignazio  è un luogo di culto cattolico di Gorizia, in provincia ed arcidiocesi di Gorizia; è sede di una parrocchia compresa nel decanato di Gorizia.

## Storia

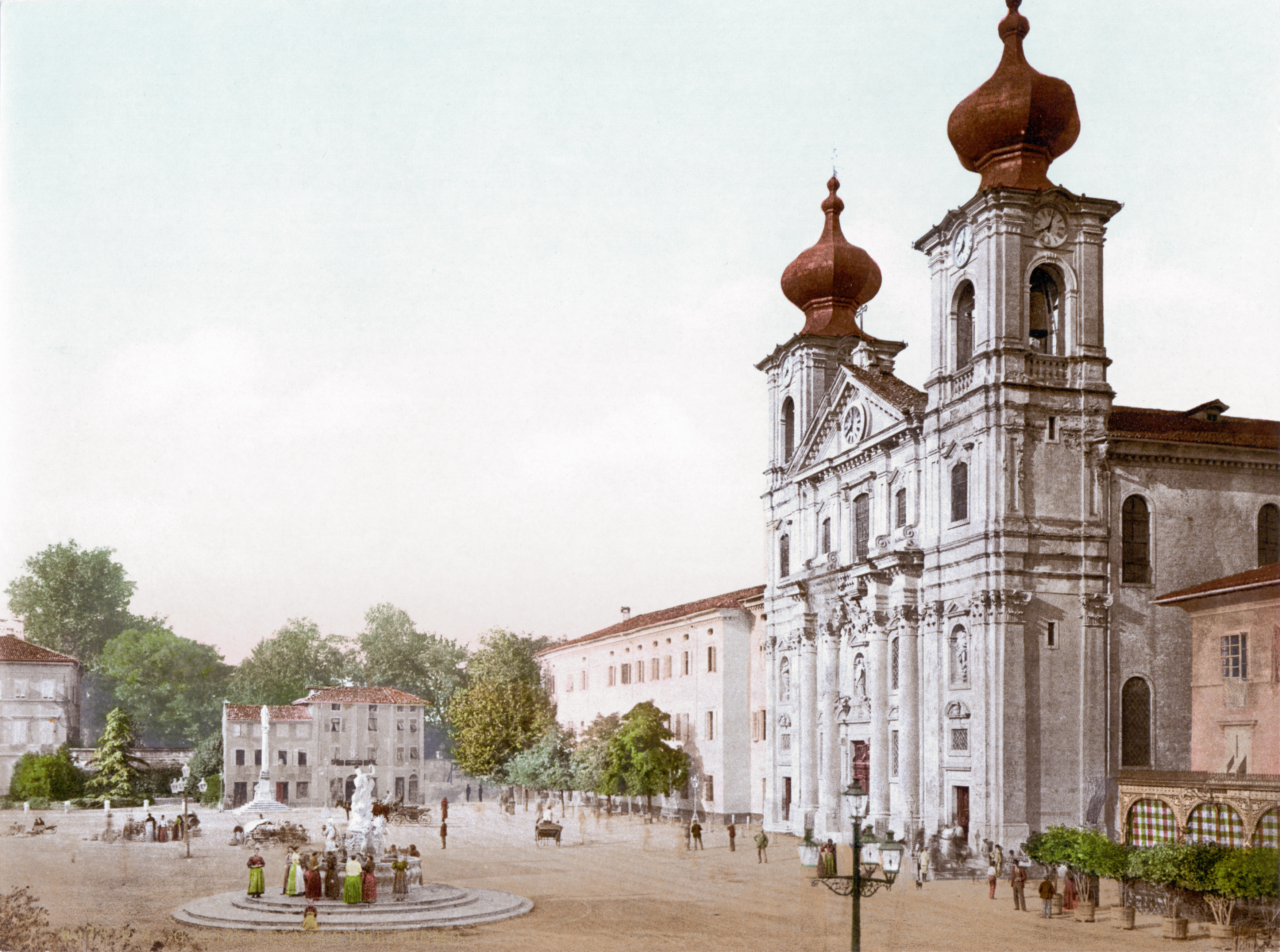
Veduta della chiesa nei primi del Novecento

Alla fine del Cinquecento Gorizia era una piccola città di più o meno 5 000 abitanti, cinta da mura che a nord-ovest davano su un grande spiazzo erboso, che i goriziani, usando il termine sloveno, chiamavano Travnik.  Su tale prato si affacciava qualche palazzo signorile e alcune botteghe di artigiani.  Quando il Protestantesimo cominciò a diffondersi, soprattutto ad opera di predicatori quali Primož Trubar, il quale tradusse la Bibbia in sloveno, e soggiornò a Gorizia predicando in italiano, sloveno e tedesco,  la struttura ecclesiastica goriziana era molto debole. Infatti, essa dipendeva dal Patriarca di Aquileia, il quale, dopo che il Friuli nel 1420 era passato alla Repubblica di Venezia, si disinteressava dei vasti territori di sua pertinenza rimasti in terra austriaca. Per far fronte a tale situazione, già alla fine del ‘500 alcuni nobili, fra cui spicca Vito di Dornberg avevano proposto l'istituzione di una Diocesi indipendente. Le richieste vennero solo in parte accolte: nel 1574 fu eretto a Gorizia un Arcidiaconato. Chi operò in maniera più efficace da diga contro il protestantesimo furono vari ordini religiosi, monastici e mendicanti: francescani, attivi già dal XIII secolo a Gorizia, le orsoline, le clarisse, i fatebenefratelli, i carmelitani, i cappuccini e – soprattutto – i gesuiti, presenti dal 1615. Tutti questi religiosi si accasarono dapprima come ospiti presso varie famiglie nobiliari goriziane, e nel 1620 acquistarono una casa sul Travnik. All'inizio essi, ricalcando la struttura amministrativa che vedeva Gorizia dipendere dalla regione dell'Austria Interna con capoluogo Graz, erano subalterni alla sede del capoluogo stiriano. Ma già dal 1620 furono resi indipendenti dalla casa-madre. I gesuiti introdussero anche a Gorizia un nuovo concetto della fede, e, seguendo i dettami controriformistici, portarono i canoni dell'arte barocca, un gusto per le celebrazioni fastose e solenni. Sulla presenza e l'attività dei Gesuiti si hanno abbondanti informazioni in quanto ci è pervenuta l'opera Historia Collegij Goritiensis: naturalmente vi è raccontata anche la storia della costruzione dei loro principali edifici, il collegio, il seminario e la chiesa dedicata al loro fondatore.

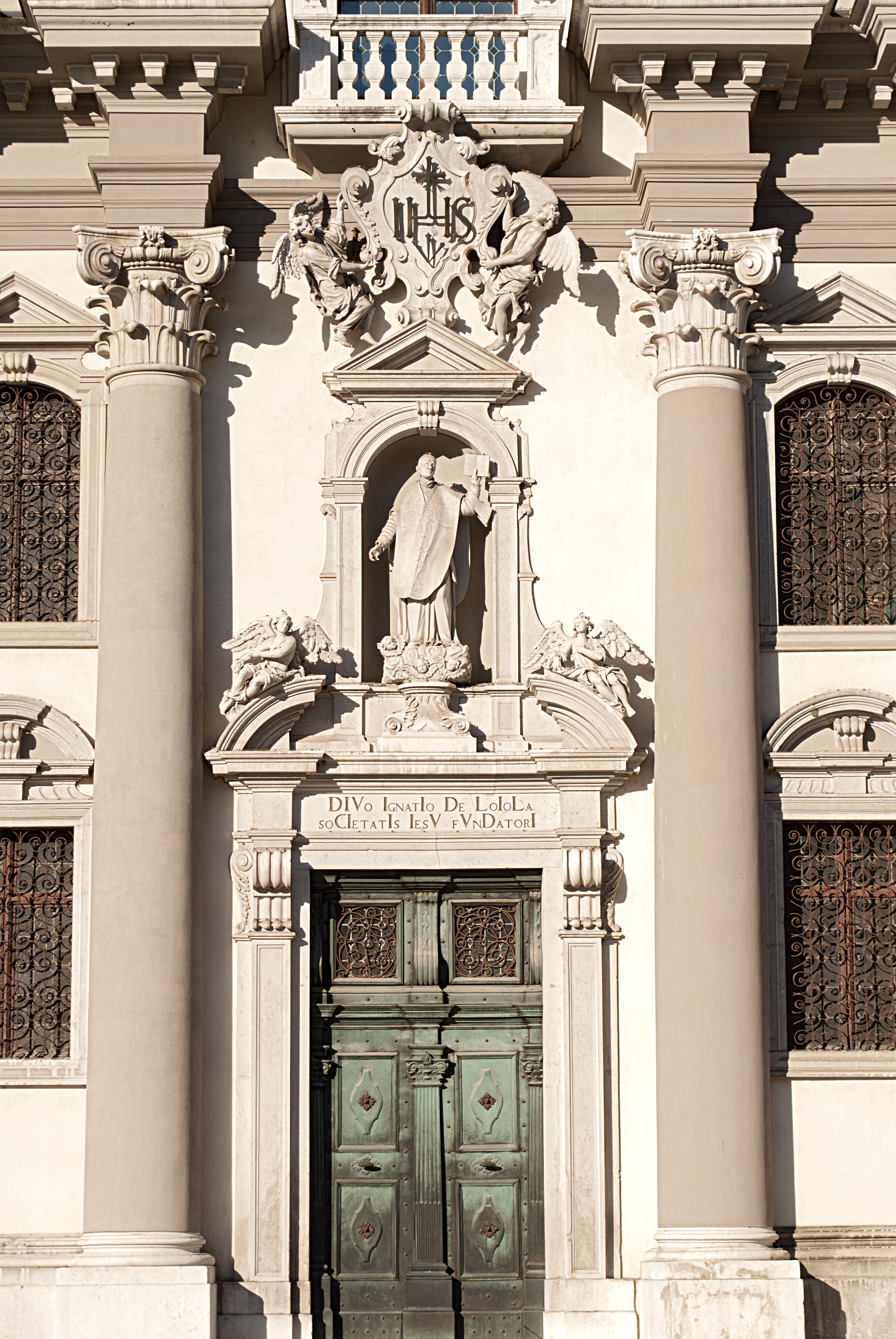
Dettaglio del registro inferiore della facciata

La costruzione del collegio, che sorgeva a fianco della chiesa, la dov'è oggi il palazzo dell'I.N.P.S., iniziò negli anni venti del Seicento: sappiamo che spesero per iniziare 1600 fiorini. Nel 1632 abbiamo notizie di una ristrutturazione di cucina e refettorio. Venne trasferita la sartoria, aperto un passaggio nuovo per l'orto, adibite due stanze per i collegiali. Al 1639 risale lo scavo di un pozzo profondo 18 piedi, al 1642 l'ampliamento del complesso mediante l'acquisto della casa attigua da un nobile, tal Panizol. Il collegio continuò ad ingrandirsi regolarmente fino al 1726. Focalizzandoci sulla chiesa, la prima notizia relativamente ai lavori risale al settembre 1654: già da diversi anni i gesuiti erano partiti raccogliendo fondi e donazioni, tra cui quella dell'imperatore Ferdinando, che aveva fortemente caldeggiato una presenza gesuitica nelle regioni più toccate dal proselitismo luterano. Comunque, dopo appena un anno di lavori, nel Natale 1655 i muri edificati crollarono sotto le scroscianti piogge abbattutesi per tutto l'autunno. La responsabilità venne addossata all'impresario, il cui nome non è riportato nei documenti, e questi dovette a proprie spese provvedere alla ricostruzione. In seguito, l'impresario fu cambiato: nel 1656 da Fiume giunse Bartolomeo Winterleiter. Nel 1664 fu ultimato il presbiterio. La parte muraria fu conclusa nel 1680. Il giorno di Sant'Ignazio di quell'anno (31 luglio 1680) il vescovo di Trieste Giacomo Ferdinando Gorizzutti celebrò dall'altar maggiore una messa solenne.
Dal 20 luglio 1682 al 14 febbraio 1683 la chiesa rimase chiusa a causa di un'epidemia di peste bubbonica, le cui devastazioni descrisse efficacemente il padre gesuita Giovanni Maria Marussig nel suo Diario della peste a Goritia. Rimanevano da terminare la facciata, che fu progettata da Cristoph Tausch e conclusa nel 1722, poi fu la volta dei campanili nel 1724, e gli affreschi furono conclusi nel 1727. La chiesa fu consacrata nel 1767 da Carlo Michele d’Attems, quando Gorizia era già da ormai 15 anni sede arcivescovile e lui Arcivescovo. Sant'Ignazio non subì molte successive modifiche: se si eccettua il trauma della guerra, dai cui danni la chiesa fu relativamente risparmiata rispetto alla sorte toccata ad altri edifici. Cambiò molto il contesto: la piazza, soprattutto nel corso del Novecento, ha subito diversi interventi urbanistici quantomeno discutibili, tra cui la demolozione del Collegio gesuitico negli anni venti per lasciare posto al già citato palazzo dell'INPS degli anni cinquanta, lo sventramento dell'antico tessuto urbano per creare via Roma negli anni trenta, la costruzione della galleria Bombi che ha radicalmente cambiato il prospetto della piazza, e infine il progressivo degrado a parcheggio della stessa. Un recentissimo intervento di restauro ha restituito alla piazza parte dell'originario splendore.

## Esterno

### Facciata
Presenta una struttura ripartita in tre distinti piani: nel primo vi sono i portali d'accesso, nel secondo quattro finestre e una porta che dà sul balcone, nel terzo il frontone. L'architetto Cristoph Tausch, cui si deve il progetto, cercò di movimentare l'insieme con un gioco di chiaroscuri, giostrando con l'alternanza di pilastri e colonne emergenti dalla parete di fondo, effetto che si nota in maniera potente al primo piano. Al primo piano della facciata sono collocati, oltre ai portali, sei finestre e tre nicchie che accolgono altrettante statue. Il tutto è movimentato, come già detto, da quattro pilastri e tre colonne a tre quarti che danno alla facciata una scompartimentazione piuttosto regolare in senso orizzontale.  La nicchia sovrastante il portale a sinistra ospita San Giuseppe col bambino, quella a destra San Giovanni Battista, quella in centro, di fattura decisamente più elaborata, Sant'Ignazio da Loyola. La prima è opera di Giovanni Pacassi o Paolo Callalo, mentre le altre due sono da attribuirsi ad Antonio Gai. Al Callalo e bottega potrebbero essere assegnati gli angeli accosciati sul timpano spezzato del portale
. Le maestose porte in rame sono di Erminio Fabris, che le eseguì nel 1932 probabilmente su commissione di Silvano Baresi. Le pareti laterali non presentano decorazioni, a parte la dentellatura sotto i bordi del tetto e i profili delle finestre.

## Interno

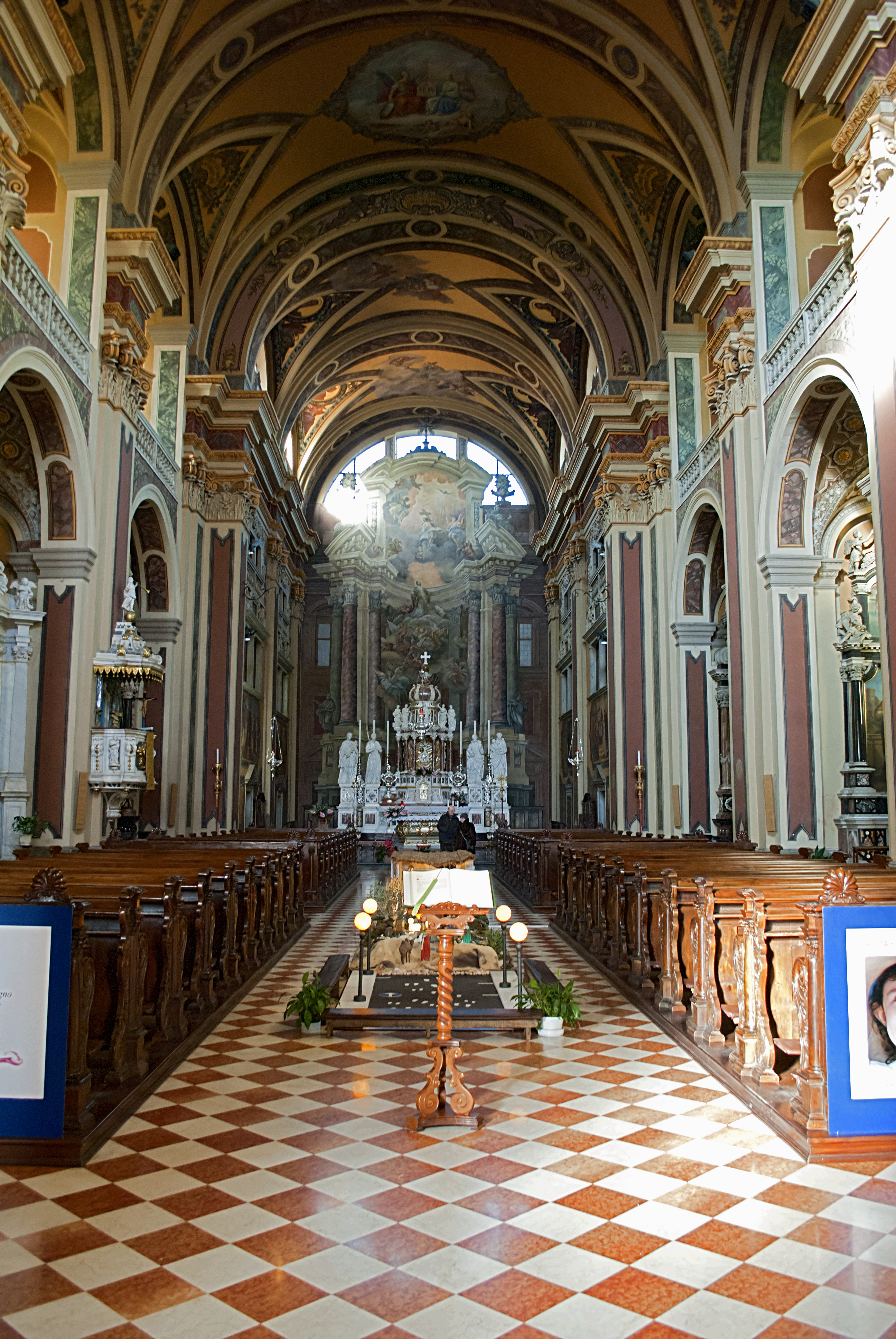
Navata centrale

L'interno è strutturato secondo una ricerca della solennità tipica del barocco. Si tratta di una navata centrale molto alta ed ariosa, a cui si innesta quasi senza soluzione di continuità il presbiterio, della stessa altezza. Ai lati della navata, sei cappelle laterali separate da pareti divisorie. Queste terminano con pilastri raddoppiati, con capitelli decorati da volute e rilievi a forma di foglie d'acanto. La volta è a botte. In sostituzione della cupola, presente il matroneo, struttura tipica delle chiese gesuitiche.

### La navata centrale

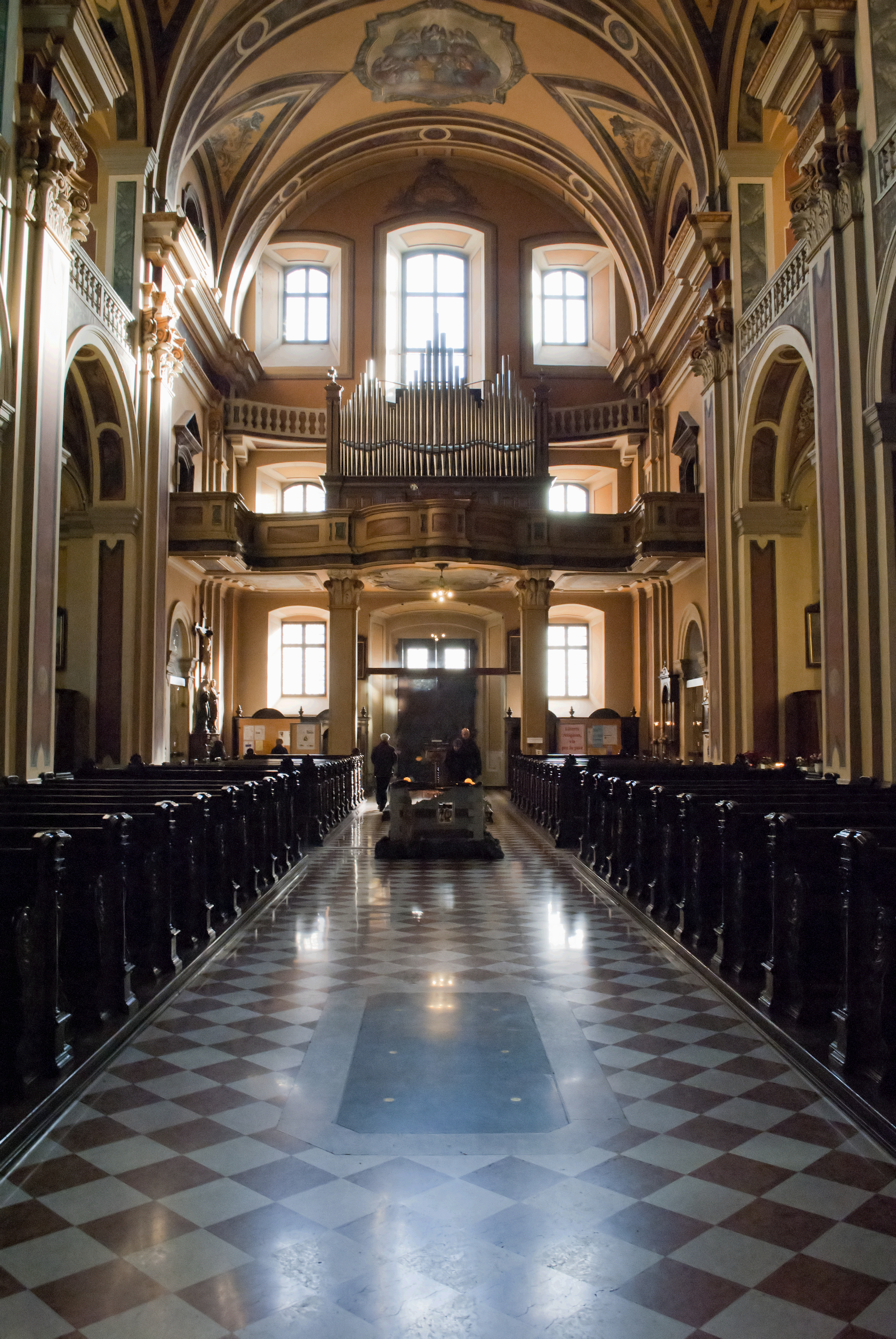
Veduta verso la controfacciata

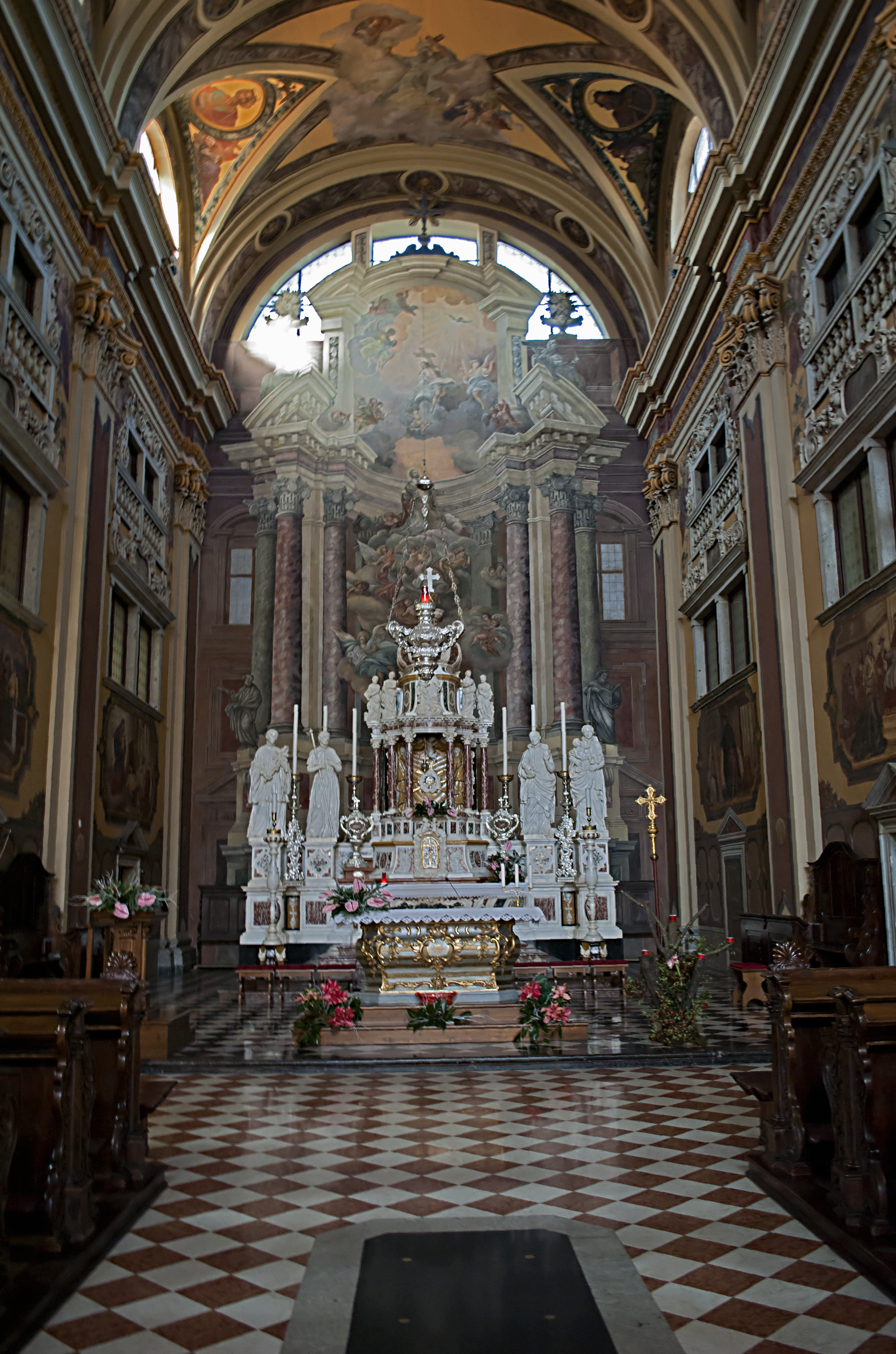
Altare maggiore

La chiesa presenta una pavimentazione recente a scacchi bianchi e rossicci, in sostituzione a quella bianca e nera risalente al 1832. Appena si entra dal grande portale, si nota sulla parete una lapide commemorante la consacrazione della chiesa; probabilmente non si tratta però dell'originale. Il soffitto presenta affreschi dell'udinese Lorenzo Bianchini, che li eseguì nel 1891. Nei quattro riquadri che, partendo dall'ingresso, giungono fino alle soglie del presbiterio, troviamo: Il coro degli angeli cantori e musici, San Giuseppe con il giglio e San Pietro con le chiavi del Regno, La Madonna con Sant'Ignazio e i santi gesuiti, L'arcangelo Michele con la spada e lo scudo e l'arcangelo Gabriele con il giglio. I colori chiari fanno pensare che il pittore, come tipico dell'arte tardo-ottocentesca, abbia scelto di ispirarsi ad un modello pittorico del passato, in questo caso, quello rinascimentale.

### Presbiterio
Solo un gradino di dislivello e un lieve restringimento della campata segnalano la presenza del presbiterio in fondo alla navata. L'altare maggiore risale al 1716; vi si accede salendo cinque gradini di marmo rosso a sfumature bianche, con tarsie di marmo giallo e nero. La mensa decorata con curve rococò è dominata da un ciborio: la parte inferiore consta nel tabernacolo (porticina coperta di tessuto rosso) con innestata una croce lungo la quale si avvinghiano dei tralci di metallo con sembianze vegetali. Un vano è descritto da sei colonnine: dentro viene esposto il Santissimo Sacramento. Le colonnine sostengono inoltre una cupola di marmo rosso. Intorno allo zoccolo, le statue dei quattro evangelisti, e la Madonna col bambino al centro. Inoltre quattro statue, alte "sei piedi", torreggiano, e sono: a destra san Stanislao Kostka e san Francesco Borgia col teschio, mentre a sinistra san Francesco Saverio e san Luigi Gonzaga. Il tutto è opera di Pasquale Lazzarini. Ai piedi dell'altare stanno due candelabri coevi in marmo. Sulla parete di fondo campeggia l'affresco di Cristoph Tausch incorniciato da sei maestose colonne dipinte; raffigura la Gloria di Sant'Ignazio. Sotto le finestre vi sono quattro medaglioni: è probabile che raffigurino i Padri della Chiesa (i santi Girolamo, Agostino, Gregorio Magno ed Ambrogio). Le pareti sono ornate dalle scene della Vita di Sant'Ignazio, lascito del pittore ottocentesco veneziano Eugenio Moretti Larese, che le dipinse forse nel 1858. Sotto le finestre laterali del presbiterio sono quattro cartigli decorati con motivi vegetali, che fanno da cornice a tre episodi di vita del santo. Le tre lampade risalgono al XVII secolo.

### Cappella dell'Arcangelo Raffaele
Si tratta della prima cappella a sinistra, guardando dal presbiterio. Contiene l'altare dedicato all'arcangelo Raffaele nel 1743 da Giovanni Battista della Torre. È costituito da una mensa rettangolare ornata con putti e motivi a fogliame intrecciato. La parte superiore si compone di quattro colonne marmoree bianche, che sostengono un frontone spezzato con seduti due angeli. Vi è una pala raffigurante l'Arcangelo Raffaele con Tobia, con al fianco alcune statue di putti. L'affresco sulla volta raffigura il Sacro Cuore di Maria; lo dipinse nel 1931 Tiburzio Donadon.

### Cappella di Santa Barbara
È la seconda cappella a sinistra, guardando sempre dal presbiterio. Contiene un altare settecentesco, appunto a Santa Barbara dedicato, che si compone di due colonne di marmo nero portanti un cornicione su cui spiccano due angeli. La mensa è impreziosita da motivi geometrici in marmo policromo. Due angioletti sostengono un anagramma di Maria. La pala, di Raffaele Pich, è del 1861, quindi certo non quella originale, della cui sorte nulla si sa. La santa, raffiguratavi in atteggiamento solenne, ha in mano il calice con l'eucaristia e la spada con cui il padre la decapitò. I colori ricordano il manierismo italiano.  Sul soffitto vi è un affresco raffigurante Le Stimmate di S.Francesco.

### Cappella di San Giuseppe
L'altare di S.Giuseppe, attribuito ai Pacassi,  contenuto in questa cappella, la terza a sinistra per chi guarda dal presbiterio, è un manufatto in marmo di grande pregio. Si sa che fu fatto erigere nel 1685 dalla famiglia Cobenzl che spese 1248 fiorini renani, in cambio guadagnandosi di poter avere una tomba famigliare in questa cappella. L'altare presenta mensa riccamente decorata, è costituito di un sofisticato alternarsi di colonne e altri elementi architettonici con effetti illusionistici. Oltre a due colonne esterne, ve n'è due con tarsie diagonali di marmi policromi. Sulla cimasa, lo stemma dei Cobenzl con due angeli in cima. La pala del Transito di san Giuseppe risale al XVII secolo. Il soffitto è affrescato con la Fuga in Egitto, Dio Padre e la Presentazione al tempio.

### Cappella di San Francesco Saverio
L'altare, contenuto nella prima cappella a destra guardando dal presbiterio, fu innalzato con un lascito del conte defunto Germanico della Torre nel 1686, la cimasa lo ricorda portando lo stemma della casata. È in marmo di più colori, presenta anche numerosi intarsi geometrici affini all'altare di San Giuseppe. Ospita un'antica pala forse tolta da un precedente altare in legno, raffigurante San Francesco Saverio mentre cura gli appestati. Tale altare è l'unico laterale dotato di tabernacolo, in marmo, eseguito nel 1719 da Pasquale Lazzarini, e costato 160 fiorini. La pala è di Clemente Del Neri, del 1920; nel soffitto, tre piccoli affreschi.

### Il pulpito

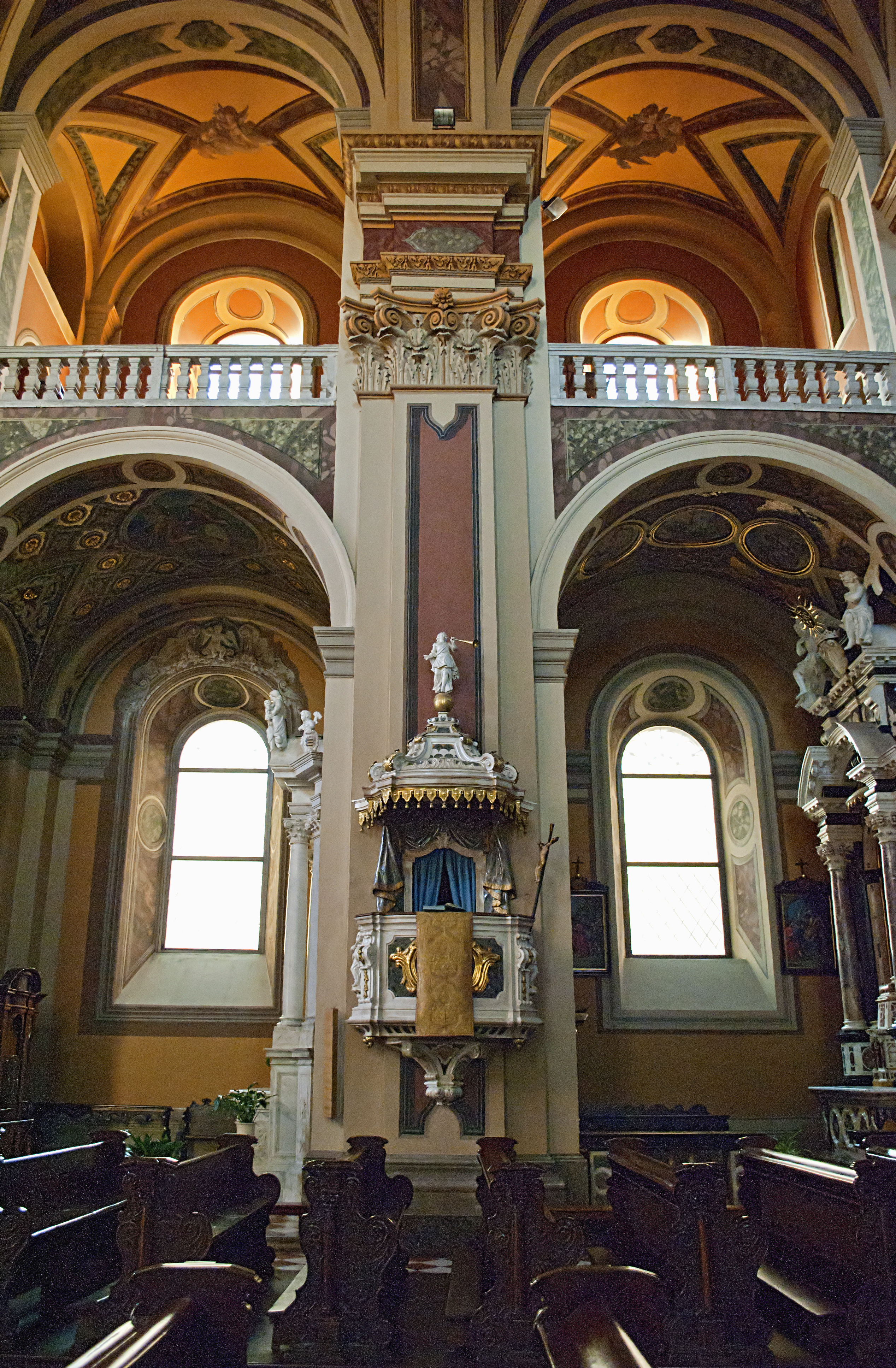
Pulpito

Tra la precedente cappella e quella successiva, dedicata alla Santa Croce, si trova un pulpito. Esso fu eseguito di marmo bianco di Carrara e marmo verde siciliano, nel 1750. Varie decorazioni ornano il manufatto: una, in rame, racchiude il monogramma di Gesù in lapislazzuli. Vi sono inoltre statue raffiguranti San Pietro e San Paolo, di buona fattura ed attribuite a Pietro Baratta.

### Cappella della Santa Croce
L'omonimo altare contenutovi fu innalzato nel 1764 dal conte Nicolò di Strassoldo, in vece di uno precedente eretto nel 1681 dai Della Torre e trasportato nella chiesa di San Pietro. Porta sculture rappresentanti i simboli delle tre virtù teologali: croce e calice della Fede, l'ancora della Speranza, e la Carità con due bambini in braccio. La pala d'altare raffigura una Deposizione dalla croce, ispirata a una stampa di Louis Desplaces che riprodusse un dipinto di Jean Jovenet conservato al Louvre. Il presunto autore ne è Franz Lichtenreiter. Sul soffitto, Carlo Borromeo distribuisce la comunione agli appestati. Per terra lapide sepolcrale del committente dell'altare e della sua famiglia.

### Cappella dell'Immacolata
Ospita un altare eretto nel 1736. Consta di cimasa ornata da angioletti, sostenuta da quattro colonne in marmo africano.  La mensa è decorata con tralci e putti; nell'altare, una tela raffigurante l'Immacolata, di un pittore di Graz ispiratosi al Pozzo e sul soffitto un affresco raffigurante il Sacro Cuore di Gesù.

### Il coro
Il soffitto sotto il coro è decorato da Santa Cecilia che suona l'organo. Anche le cappelle laterali sono decorate, con la via Crucis.  La cantoria ospita anche l'organo, risalente al 1932 ed opera della ditta Beniamino Zanin e figli di Codroipo. Numerosi organi si sono susseguiti prima di questo; del primo si ha notizia già nel 1634.
Degne di nota sono ancora le due sagrestie, con pregevole mobilio d'epoca, il sepolcro dove giacciono i padri gesuiti, e le campane, due per campanile, risalenti una al 1874, due al 1947, una al 1962; esse sono intonate in RE bemolle, MI bemolle, FA e LA. Settecenteschi gli arredi sacri e le panche della Chiesa.